# 아우미르 로페스 지 루나
아우미르 로페스 지 루나(Almir Lopes de Luna, 1982년 5월 20일 ~ )는 흔히 아우미르로 불리는 브라질의 스트라이커이다. K리그에서는 알미르라는 등록명을 사용하였다.

## 클럽 경력
2007년 울산 현대 호랑이에 입단하며 처음 K리그에 발을 내디뎠다. 2007 K리그에서 26경기에 나서 5골을 넣으며 준수한 활약을 하였으나 아틀레치쿠 미네이루로 이적하며 브라질로 복귀하였다.
하지만 2008년 다시 울산으로 이적하며 K리그에 복귀하였다. 2010년, 포항 스틸러스로 이적하여 한 시즌 동안 뛰었다.
2011 시즌을 앞두고, 그는 인천 유나이티드로 이적하였으나, 선수 등록을 하지 않아 뛰지 못하였다. 그리고 2011년 9월 16일 선수 등록을 마쳐 경기를 뛸 수 있게 되었다.